# Ковалівка (Мар'янівська сільська громада)
Ковалі́вка — село в Україні, у Мар'янівській сільській громаді Новоукраїнського району Кіровоградської області. Населення становить 1 осіб. Орган місцевого самоврядування — Мар'янівська сільська рада.

## Населення
Згідно з переписом УРСР 1989 року чисельність наявного населення села становила 20 осіб, з яких 4 чоловіки та 16 жінок.
За переписом населення України 2001 року в селі мешкала 1 особа. 100 % населення вказало своєю рідною мовою українську мову.